# 季布羅溫齊
49°6′5″N 29°21′4″E / 49.10139°N 29.35111°E
季布羅溫齊（烏克蘭語：Дібровинці），是烏克蘭的村落，位於該國西部文尼察州，由文尼察區負責管轄，始建於1620年，面積1.91平方公里，海拔高度219米，2001年人口379。